# Psychotria hammelii
Psychotria hammelii är en måreväxtart som beskrevs av John Duncan Dwyer. Psychotria hammelii ingår i släktet Psychotria och familjen måreväxter. Inga underarter finns listade i Catalogue of Life.